# Tupolev Tu-155
Tupolev Tu-155 là một chiếc Tu-154 (CCCP-85035) hoán cải được sử dụng để thử nghiệm nhiên liệu thay thế. Đây là máy bay thử nghiệm đầu tiên trên thế giới sử dụng hydro lỏng.

## Quốc gia sử dụng
Liên Xô
- Aeroflot
- Không quân Liên Xô